# Hashtag
Hashtag er et udtryk, som angives ved tegnet #(nummertegn), samt et eller flere bogstaver og/eller tal, uden mellemrum. Eksempelvis de - internationalt - ekstremt populære #BlackLivesMatter, #JeSuisCharlie, #MeToo og #NeverAgain og det - i Danmark - meget benyttede #dkpol, som er en forkortelse for "dansk politik".
Det er desværre en meget udbredt og gentaget misforståelse, at tegnet ( # ) i sig selv hedder hashtag. Det er ikke og har aldrig været tilfældet. Det hedder på dansk nummertegn og på engelsk number sign.
Hashtagningen bliver anvendt i flere sammenhænge:
- Symbolet bliver anvendt som et metadata tag (metadata mærke), der anvendes ved blogging og på sociale netværk.
- Siden 1990'erne har det været brugt af mIRC, dog havde det en lidt anden funktion. Der blev det brugt som kanalsøgning.

## Sociale netværk
Hashtag anvendes blandt andet på:
- Facebook[9]
- Instagram[10]
- Linkedin[11]
- Pinterest[12]
- Twitter[13]
- YouTube[14]

På Twitter er hashtags blandt danske brugere særdeles brugt og veludviklet inden for kategorier som politik og sport. Således er hashtags som #dkpol og #sundpol inden for politik og #sldk og #cldk inden for sport brugt flittigt. Blandt danske brugere er hashtags på LinkedIn og Facebook langt fra lige så integreret og benyttet en del af platformene, mens danskere brugere på Instagram med tiden er blevet flittigere til at bruge hashtags i deres billeder og stories.

### Formål
Formålet med anbringelse af hashtagget, er at meddelelsen, teksten, emnet eller siden - bliver kategoriseret/grupperet i henhold til hashtagget.

### Eksempel
Hashtagget indeholdende (selvvalgte) betydningsfulde ord; emneord, eksempelvis som i denne sætningslinje:
#Wikipedia er et #leksikon, som alle kan redigere. Fx #OMG
Man kan her opfatte hashtagget som en slags hjemmelavet kategori eller gruppering, som dannes så snart hashtagget med ordet, bare er blevet anvendt én gang, på det givne sociale netværk. Kategorien kan bagefter anvendes til støtte ved søgning på det sociale netværk.

## Reference
1. ↑  hashtag — sproget.dk
2. ↑  hashtag — Den Danske Ordbog
3. ↑  Hvad er hashtags? - Red Barnet
4. ↑  Over 40 millioner har tweetet om politivold i USA
5. ↑  Her er det mest brugte #hashtag nogensinde | Vi Unge
6. ↑  https://www.information.dk/kultur/2018/12/hashtags-kommer-gaar-metoo-bestaar
7. ↑  Et hashtag, der forandrer verden
8. ↑  Her er Twitterkongen 2016
9. ↑  Hvordan bruger jeg hashtags på Facebook? | Hjælp til Facebook
10. ↑  https://da-dk.facebook.com/help/instagram/351460621611097?helpref=related
11. ↑  https://www.linkedin.com/help/linkedin/answer/93130/brug-af-hashtags-pa-linkedin?lang=da
12. ↑  Pinterest Help
13. ↑  How to use hashtags
14. ↑  Find playlister og videoer ved hjælp af hashtags - Hjælp til YouTube